# Чародейка (броненосная лодка)
«Чароде́йка» — броненосец береговой обороны российского императорского флота.

## История
Башенная броненосная лодка «Чародейка» строилась на государственной верфи «Галерный островок» в Санкт-Петербурге по проекту английской фирмы «Митчел и К°», доработанному кораблестроительным техническим комитетом. Наблюдающий за постройкой Н. А. Самойлов. Корпусные работы начались в мае 1865 года, 25 мая (6 июня) 1866 года состоялась официальная закладка «Чародейки». Спуск на воду был произведён 31 августа (12 сентября) 1867 года.
В 1867 году «Чародейка» вошла в состав броненосной эскадры Балтийского моря. Далее служба корабля проходила в составе броненосной эскадры и Учебного минного отряда.
21 марта 1877 года командир капитан 2-го ранга В. П. Верховский был отстранён от занимаемой должности за постановку «Чародейки» на камни Эстер-Грунд.
17 (30) апреля 1907 года броненосец береговой обороны был исключён из списков и передан на хранение в Кронштадтский порт.

## Командиры
- 04.10.1865 — 03.01.1872[3] — капитан-лейтенант Акимов, Степан Степанович
- 17.01.1872 — 22.01.1873[4] — капитан-лейтенант Седлецкий, Николай Иванович
- 22.01.1873 — хх.хх.1873 — капитан 2-го ранга Колтовский, Митрофан Егорович
- хх.хх.1873 — 21.03.1877 — капитан-лейтенант, с 01.01.1876 года капитан 2-го ранга Верховский, Владимир Павлович[2]
- хх.хх.1878 — 21.03.1880 — капитан 2-го ранга Валицкий, Степан Станиславович
- 01.01.1892 — 18.09.1895 — капитан 2-го ранга Загорянский-Кисель, Апполлинарий Сергеевич
- 18.09.1895 — хх.хх.1897 — капитан 2-го ранга фон Нидермиллер, Дмитрий Георгиевич
- 10.01.1905 — хх.хх.хххх — капитан 2-го ранга Мордвинов, Константин Васильевич[5]